# Kuormakkajärvi
Kuormakkajärvi is een meer in Zweden. Het meer ligt in de gemeente Kiruna op ongeveer 400 meter boven de zeespiegel. Ze ontvangt het meeste water van de twee rivieren Eliaksenrivier en Pierfalarivier. Zij stromen vanuit het noorden door een moeras en leveren hier hun water af.
Afwatering vindt plaats via de Kuormakkarivier, die begint aan de zuidpunt van het meer. 
Afwatering: meer Kuormakkajärvi → Kuormakkarivier → Myllyrivier → Lainiorivier → Torne → Botnische Golf